# Stadio Bauer
Lo stadio Bauer (in francese Stade Bauer), conosciuto anche come Stade de Paris, è un impianto sportivo di Saint-Ouen-sur-Seine. Ospita le partite interne del Red Star Football Club. È intitolato al medico ebreo comunista e combattente della resistenza locale Jean-Claude Bauer, arrestato dai nazisti e poi fucilato.

## Storia
Lo stadio fu inaugurato il 24 ottobre 1909 per un'amichevole tra il Red Star e l'Old Westminsters (un club amatoriale londinese).
Nello stesso anno divenne lo stadio del Red Star. Ospitò anche alcune partite della nazionale francese, che di solito giocava al Parco dei Principi e allo Stade de Colombes, gli altri stadi principali di Parigi prima della prima guerra mondiale.
Nel 1922 lo stadio fu ampliato per ospitare le partite di calcio delle Olimpiadi estive del 1924 a Parigi.
Ha ospitato alcuni degli eventi calcistici delle Olimpiadi estive del 1924. Ha anche ospitato un'amichevole tra Brasile e Andorra (3-0) prima della Coppa del Mondo FIFA 1998 in Francia.
Il Bauer è stato anche il campo della nazionale francese di rugby league per i campionati europei di rugby league del 1935, 1936-37, 1938 e 1952-53.
Con l'avvento del XXI secolo lo stadio, dopo essere stato danneggiato pesantemente da una tempesta nel 1999, non è più stato adeguatamente manutenuto: parti delle tribune sono quindi cadute in rovina, venendo interdette al pubblico
Nella stagione 2016-2017, il Red Star F.C. ha giocato le sue partite casalinghe allo stadio Jean-Bouin, poiché il Bauer non soddisfaceva i requisiti di sicurezza e capienza per uno stadio francese di seconda fascia. Dopo la retrocessione della squadra nel Championnat National, la terza serie del calcio francese, il club ha ripreso ad utilizzare il suo tradizionale campo di gioco.
Dal 2024, a seguito di una corposa ristrutturazione, lo stadio Bauer è stato nuovamente omologato per le partite di Ligue 2.